# Timarete perbranchiata
Timarete perbranchiata är en ringmaskart som först beskrevs av Chamberlin 1918.  Timarete perbranchiata ingår i släktet Timarete och familjen Cirratulidae. Inga underarter finns listade i Catalogue of Life.